# Cratere Dembowski
Dembowski è un cratere meteoritico di 26,11 km situato nella parte nord-orientale della faccia visibile della Luna.
Il cratere è dedicato al matematico e astronomo italiano Ercole Dembowski.

## Crateri correlati
Alcuni crateri minori situati in prossimità di Dembowski sono convenzionalmente identificati, sulle mappe lunari, attraverso una lettera associata al nome.
| Dembowski | Coordinate          | Diametro (in km) |
| --------- | ------------------- | ---------------- |
| A         | 3°00′36″N 6°27′36″E | 5,17             |
| B         | 2°31′12″N 6°11′24″E | 7,39             |
| C         | 2°03′00″N 7°19′48″E | 14,99            |